# Kanta Tanaka
Kanta Tanaka (田中 勘太 Tanaka Kanta?), född 3 januari 1998 i Iwate prefektur, är en japansk fotbollsspelare.
Tanaka började sin karriär 2020 i Kataller Toyama.